# Нандор Фодор
Нандор Фодор (англ. Nandor Fodor; 13 травня 1895, Берегове, Закарпатська область, Україна — 17 травня 1964, Нью-Йорк, США) — парапсихолог, психоаналітик, журналіст, найбільшу популярність отримав як дослідник паранормальних явищ.
Нандор Фодор отримав високу оцінку фахівців аналітичних робіт з теорії сновидінь, теорії пренатального розвитку, а також концепцій, що стосуються сексуального підтексту медіумізма. Фодор близько знав сера А. Конан Дойля і деякий час активно співпрацював з журналом Light. Проте, в середині 1930-х років він зазнав критики з боку спіритуалістів, оскільки першим висунув теорію, згідно з якою суті, є на спіритичних сеансах (так само як привиди, полтергейст і т. д.) мають земне походження і є наслідком хворобливої діяльності людських — мозку і психіки. Фодор став відомим на терені скрупульозного дослідження «населених» вілл і замків (Рейнхем Холл, Борло Ректори, Торнтон Хіт), інших паранормальних явищ («Мангуст що розмовляє» Джеф). Він — автор десятка книг по парапсихології, найбільшу популярність з яких отримала «Енциклопедія психічної науки» (англ. Encyclopedia of Psychic Science, 1934).

## Діяльність
У 1919 році Фодор під враженням книги Гереварда Каррінгтона «Сучасні психічні явища» (англ. Modern Psychic Phenomena, 1919) зацікавився парапсихологією і — в ширшому сенсі — вивченням людської психіки, присвятивши цій справі все життя.
Через багато років, взимку 1959 року в статті про Каррінгтоні він писав: «Ця книга стала для мене одкровенням. З тих пір свої обідні гроші я став витрачати на книги, пожираючи знання психічної науки замість тієї їжі, яку пропонували угорські ресторани, що розташовувалися неподалік від мого місця роботи.» 
Фодор не раз говорив про те величезний вплив, який справили на нього роботи Каррінгтона. Наступні десять років вони не зустрічалися, але листувалися регулярно. Саме Каррінгтон став для Фодор прикладом ідеального дослідника паранормальних явищ, принципами якого той згодом керувався. При його посередництві Фодор познайомився і з сером А. Конан Дойлем, що в ті роки невпинно пропагандував спіритуалізм, що також багато в чому сформувало сферу інтересів початківця парапсихолога. Інша особистість, яка зіграла в житті Фодор найважливішу роль, був психоаналітик Шандор Ференці, учень і колега З. Фрейда. При тому, що психоаналітики негативно ставилися до тем, які вважали окультними, Ференці (а також, в якійсь мірі, Фрейд) були тут винятками. Вплив цих двох фігур також мало для Фодор визначальне значення. З моменту свого знайомства з Ференці в 1926 році Фодор вже завжди розглядав паранормальні явища лише з позицій психоаналізу. У 1927 році, побувавши в Нью-Йорку на спіритичному сеансі медіума Вільяма Картьюзера, спеціалізацією якого був так званий «прямий голос» англ. direct voice), що нібито дозволяв присутнім безпосередньо чути голоси померлих, Фодор несподівано для себе почув голос свого покійного батька. Через багато років, в здібностях Картьюзера встиг глибоко розчаруватися, але він писав, що потрясіння від того першого сеансу не забув ніколи. Детальний спогад про цей епізод він залишив в нарисі «The Haunted Mind» (Helix Press, 1959). Поступово поєднання журналістського, психоаналітичного і парапсихологічного підходів до вивчення паранормальних явищ і зумовило шлях, завдяки якому він почав самостійні дослідження.
Разом з Лондонським альянсом спіритуалістів (англ. London Spiritualist Alliance), Фодор отримав можливість безпосередньо експериментувати з практикуючими медіумами. Як згадували багато очевидців, перший час його ентузіазм був безмежний. Через декілька років, проте, Фодор став обережнішим у своїх оцінках і поступово з ентузіаста перетворився на скептика. У 1934 році у Великій Британії з'явилося відразу дві авторитетних організації, покликаних зайнятися вивченням психічного феномена. 6 червня була заснована Рада Лондонського університету психічних досліджень (англ. University of London Council for Psychical Investigation), яка стала правонаступником Національної лабораторії психічних досліджень (англ. National Laboratory of Psychical Research), заснованої в 1925 році Гаррі Прайсом. Останній передав Раді всю свою бібліотеку, лабораторію та обладнання. Спіритуалісти в цілому сприйняли цей крок негативно: вони вважали (за словами Ханнена Шаффера), що «... краще мати одного медіума, ніж тисячу вчених зі своїми розпитуваннями». Раніше в тому ж році з'явився Міжнародний інститут психічних досліджень (англ. International Institute for Psychical Research). Що увійшли в його Раду як прихильники, так і противники спіритуалізму, домовилися присвятити себе неупередженої але разом з тим співчутливої роботі по вивченню феномена. Спочатку главою був призначений професор Д. Ф. Фрейзер-Харріс, але після того, як він не зійшовся в думках з іншими членами Ради і подав у відставку, на його місце був обраний Нандор Фодор. Фодор впритул зайнявся практичним дослідженням полтергейсту, медіумізма і «населених» особняків і замків, кожен раз намагаючись пояснити, що відбувається з точки зору психоаналізу, як результат дії прихованих і невивчених механізмів людської психіки. Перша його робота такого роду була проведена у співпраці з давнім другом доктором Каррінгтоном, який очолював до цього часу Американський психічний інститут (англ. American Psychical Institute) в Нью-Йорку. Пізніше їх спільна 44-сторінкова брошура лягла в основу набагато більш грунтовної книги «Haunted People» (New York 1951), британське видання якої вийшло під заголовком «The Story of the Poltergeist Down the Centuries» (Лондон, 1953). 
У квітні-травні 1934 року Фодор написав серію науково-популярних статей про медіумів, спіритуалізму і психічних дослідженнях для газети Bristol Evening World. Всі вони були перевидані під загальною обкладинкою і назвою «Ці таємничі люди» (англ. These Mysterious People, Лондон, 1934). Книга отримала високі оцінки фахівців і до сих пір багатьма відноситься до числа найбільш надійних джерел в цій області знань. 
Дві роботи Нандора Фодор в середині 1930-х років мали громадський резонанс: розслідування загадкових подій в замку Еш (1936) і так званого «полтергейсту в Торнтон Хіт» (1938), історія яких була докладно викладена ним у книзі «Розум, населений примарами» (Haunted Mind, Helix Press, 1959). В обох випадках Фодор прийшов до висновку про те, що істинним джерелом спостережень в двох цих місцях паранормальних явищ були пригнічені емоції і хвороблива реакція людської психіки. Цікаво, що остаточний «діагноз» у випадку з замком Еш (де причиною аномалій були перекручені сексуальні відносини в родині) був зроблений за допомогою одного з найвідоміших медіумів XX століття Ейлін Дж. Гарретт, що пізніше очолила американський Парапсихологічні фонд (англ. Parapsychology Foundation). Справжню сенсацію справив звіт Фодор про загадкові події в Торнтон-Хіт, де в епіцентрі явищ, які нагадували полтергейст, виявилася жінка, яка стверджувала крім усього іншого, що піддається нападам вампірів. У лютому 1938 року Фодор приступив до досліджень феномена і в своєму аналітичному звіті показав: які б не були об'єктивні прояви полтергейсту, вони безпосередньо пов'язані з особистісними проблемами жінки, яка, мабуть, сама ж їх несвідомо викликає. 
Ситуація поставила Фодор перед моральною дилемою, яку він сформулював у книзі «The Haunted Mind»: «Психодослідник змушений розглядати своїх підопічних як матеріал для вивчення. Психоаналітик йде далі. Його мета — проаналізувати ситуацію, знайти вада, а потім по можливості допомогти людині залікувати душевну рану ... ». 
Але перш ніж автор встиг зробити для себе вибір, на нього впав гнів спіритуалістів. Останніх обурила не тільки активність Фодор у справі викриття медіумів-шарлатанів, але і все те в його теоріях, що було пов'язано з пригніченою сексуальністю. 
В есе «Consciousness Creative» (Бостон, 1937) Фодор писав: «З причин, пов'язаних з правилами пристойності, медіумізм рідко розглядається під найважливішим для нього кутом зору: сексуальним». Вся популярна преса спіритуалістів у Британії піддала Фодор обструкції. На захист парапсихолога встав відомий медіум Хорес Ліф, але його голос потонув у розлюченому хорі, викриває «невігластво» Фодор в питаннях, пов'язаних з медіумізм. Розгорівся скандал: Фодор подав до суду на газету, яка опублікувала образливі для нього нападки. Один з її власників — спірітуаліст Джей Артур Фіндлей, голова Міжнародного інституту психічних досліджень, — тут же подав у відставку.
Інститут зажадав від Фодор припинити дослідження феномену в Торнтон-Хіт, а в серпні 1938 направив йому лист, яким сповіщалося про звільнення. Фодор відповів контрвипадом, опублікованому в жовтневому номері журналу The Occult Review, де пояснив, чому ображений таким до себе ставленням, після чого продовжив викриття медіумів-шарлатанів з подвоєною енергією. На закид в тому, що він став «сумнівним другом» спіритом, Фодор (в журналі «Лайт» 10 листопада 1938 роки) зауважив: «В спіритуалізму, на жаль, тебе перестають вважати одним, тільки-но ти починаєш говорити неприємну правду». 
У цей нещасливий для нього період життя, Фодор отримав несподівану особисту і професійну підтримку від самого професора Фрейда, який схвалив психоаналітичний підхід автора до проблем, пов'язаних з медіумізм і полтергейстом. Фодор, у нестямі від щастя, тут же написав примирливого листа керівництву Міжнародного інституту психічних досліджень і обидві сторони розійшлися миром: Фодор опублікував свою роботу, а Інститут від неї відхрестився. Справа в суді закінчилося не так вдало: Фодор виграв два позови про наклеп з чотирьох. Відповідач, журнал Psychic News виплатив великі витрати, що погіршило його фінансове становище. Репутація Фодор серед британських спіритуалістів була загублена остаточно.
Почесний член Данського товариства психічних досліджень і Угорського метафізичного суспільства, член Нью-Йоркської академії наук, Американської психологічної асоціації та Асоціації психологів штату Нью-Йорк, Нандор Фодор помер 17 травня 1964 року народження, залишивши після себе близько 70 великих статей і десяток великих робіт. У числі останніх — «Привиди всередині» (англ., 1951); The Story of the Poltereist Down the Centuries, 1953), «Сверхпространственного розум» (англ. Mind Over Space, 1962); «Фрейд, Юнг і окультизм» (англ. Freud, Jung and the Occult), «Голос зсередини» (англ. The Voice Within). 
Найзначніше його твір, «Енциклопедія психічної науки», було перевидано в переробленому вигляді в 1966 році, а пізніше об'єднано з «Енциклопедією окультних знань» Льюїса Спенс (Lewis Spence, «Encyclopedia of the Occult», 1929), перетворившись в «Енциклопедію окультизму і парапсихології» (англ. Encyclopedia of Occultism and Parapsychology).

## Творчість
- Encyclopedia of Psychic Science. London: Arthurs Press, 1934.
- The Haunted Mind: A Psychoanalyst Looks at the Super-natural. New York: Garrett Publications, 1959.
- New Approaches to Dream Interpretation. New York, 1951. Reprint, New Hyde Park, N.Y.: University Books, 1951.
- On the Trail of the Poltergeist. New York: Citadel Press, 1958.
- These Mysterious People. London: Rider, 1936.
- The Search For the Beloved. A Clinical Investigation of the Trauma of Birth and Pre-Natal Conditioning (1949.
- Fodor, Nandor, and Hereward Carrington. Haunted People. New York: Dutton, 1951.
- The Story of the Poltergeist down the Centuries. London: Rider, 1953.
- Between Two Worlds. New York: Paperback Library, 1964. (Опубликована посмертно)
- The Unaccountable. New York: Award Books, 1968. (Опубликована посмертно)